# GoldSrc
Il GoldSrc è un motore grafico derivato dal Quake engine, utilizzato per Half-Life: id Software concesse in licenza il software a Valve, la quale iniziò a modificarlo pesantemente nel 1998 per lo sviluppo del proprio gioco.

## Giochi e mod che utilizzano il GoldSrc[1]
I giochi che lo utilizzano sono:
- Go-Mod, copia leggera di Gmod
- Half-Life
- Half-Life: Uplink
- Half-Life: Opposing Force
- Half-Life: Blue Shift
- Half-Life: Decay
- Half-Life: C.A.G.E.D.
- Counter-Strike
- Counter-Strike Neo
- Counter-Strike Online
- Counter-Strike Nexon: Zombies
- Counter-Strike: Condition Zero
- Ricochet
- Day of Defeat
- The Ship
- Master-Sword
- Global Warfare
- Weapons Factory
- They Hunger
- Escape from Woomera
- USS Darkstar
- Sven Co-op
- Team Fortress Classic
- Natural Selection
- Gunman Chronicles
- James Bond 007: Nightfire
- Cry of Fear, gioco dell'orrore indie